# Philippe Benetton
Cet article concerne le joueur de rugby à XV. Pour le politologue français, voir Philippe Bénéton.
Pour les articles homonymes, voir Benetton (homonymie).

a Compétitions nationales et continentales officielles uniquement.

b Matchs officiels uniquement.
Dernière mise à jour le 7 décembre 2015.
Philippe Benetton, né le 17 mai 1968 à Cahors, est un joueur et entraîneur de rugby à XV international français, évoluant au poste de troisième ligne aile.

## Biographie
Il commence le rugby de haut niveau au club de Cahors. Puis il signe au club du SU Agen. Il gagne avec ce club le bouclier de Brennus en 1988 et y poursuit sa carrière jusqu'en 2003. International français, Philippe Benetton connaît sa première sélection le 4 octobre 1989 contre une sélection des îles britanniques. Il remporte le Grand Chelem en 1997 et 1998. Il participe également à la Coupe du monde de rugby 1995 qu'il termine avec un bras fracturé contre l'Écosse (tout comme Guy Accoceberry).
Le 11 novembre 1998, il joue avec les Barbarians français contre l'Argentine à Bourgoin-Jallieu. Les Baa-Baas s'imposent 38 à 30.
En juin 1999, il participe à la tournée des Barbarians français en Argentine. Il est le capitaine de l'équipe contre le Buenos Aires Rugby Club à San Isidro. Les Baa-Baas s'imposent 52 à 17. Puis, il est de nouveau capitaine contre les Barbarians Sud-Américains à La Plata. Les Baa-Baas français s'imposent 45 à 28.
En septembre 2003, il joue de nouveau avec les Barbarians français à l'occasion d'un match opposant le XV de France, rebaptisé pour l'occasion XV du Président (afin de contourner le règlement qui interdit tout match international à moins d'un mois de la Coupe du monde), et les Barbarians français, composés essentiellement des joueurs tricolores non retenus dans ce XV présidentiel et mis à disposition des Baa-Baas par Bernard Laporte. Ce match se déroule au Parc des sports et de l'amitié à Narbonne et voit le XV du président s'imposer 83 à 12 face aux Baa-Baas.
Après avoir été entraîneur de Cahors et de l'équipe de France amateurs (avec Yves Ajac), il devient entraîneur du Racing Métro 92 puis manager général de l'USA Limoges, œuvrant pour la qualité de son école de rugby et la montée en Pro D2 de son équipe première. En 2011, il devient le manager général de l'AS Béziers qui vient de remonter en Pro D2. Il est finalement licencié le 9 octobre 2012. En juillet 2013, il annonce qu'il vient aider les entraîneurs de son club formateur à Cahors.
Le 7 décembre 2015, il arrive à l'USA Perpignan pour entraîner les avants en remplacement de Grégory Patat, mis a l'écart à la suite des mauvais résultats de l'USAP. Le 28 septembre 2016, il est remercié, avec François Gelez, par le club à la suite des mauvais résultats en début de saison.
En août 2017, il s'engage pour le club brésilien du Pasteur Athletique Club (pt).
En novembre 2019, il devient cadre technique de club au sein de la Ligue régionale Nouvelle-Aquitaine de rugby,.

## Palmarès

### En club (avec Agen)
- Championnat de France de première division :
  - Vainqueur (1) : 1988 face au Stadoceste tarbais (remplaçant, il supplée Michel Capot à la 48e)
  - Finaliste (2) : 1990 face au Racing club de France et en 2002 face au Biarritz olympique
- Challenge européen :
  - Finaliste (1) : 1998 face à l’US Colomiers
- Challenge Yves du Manoir :
  - Vainqueur (1) : 1992  face au RC Narbonne

### En équipe nationale
- Médaille  de bronze à la coupe du monde 1995 en Afrique du Sud
- Vainqueur du tournoi des Cinq Nations en 1993, 1997 (Grand chelem) et 1998 (Grand Chelem)
- Vainqueur de la  Coupe latine en 1995 et 1997

## Statistiques en équipe nationale
- 59 sélections
- 34 points (7 essais dont 1 à 4 points)
- Sélections par année : 1 en 1989, 1 en 1990, 1 en 1991, 5 en 1992, 9 en 1993, 8 en 1994, 12 en 1995, 5 en 1996, 7 en 1997, 7 en 1998, 3 en 1999
- En Coupe du monde :
  - 1995 (3 sélections contre les Tonga, la Côte d'Ivoire et l'Écosse)

### Tournoi des Cinq Nations
| Édition           | Rang | Résultats France | Résultats Benetton | Matchs Benetton |
| ----------------- | ---- | ---------------- | ------------------ | --------------- |
| Cinq Nations 1993 | 1    | 3 v, 0 n, 1 d    | 3 v, 0 n, 1 d      | 4/4             |
| Cinq Nations 1994 | 3    | 2 v, 0 n, 2 d    | 2 v, 0 n, 2 d      | 4/4             |
| Cinq Nations 1995 | 3    | 2 v, 0 n, 2 d    | 2 v, 0 n, 2 d      | 4/4             |
| Cinq Nations 1997 | 1    | 4 v, 0 n, 0 d    | 1 v, 0 n, 0 d      | 1/4             |
| Cinq Nations 1998 | 1    | 4 v, 0 n, 0 d    | 4 v, 0 n, 0 d      | 4/4             |
| Cinq Nations 1999 | 5    | 1 v, 0 n, 3 d    | 1 v, 0 n, 2 d      | 3/4             |

Légende : v = victoire ; n = match nul ; d = défaite ; la ligne est en gras quand il y a Grand Chelem.

### Coupe du monde
| Édition             | Rang      | Résultats France | Résultats Benetton | Matchs Benetton |
| ------------------- | --------- | ---------------- | ------------------ | --------------- |
| Afrique du Sud 1995 | Troisième | 5 v, 0 n, 1 d    | 3 v, 0 n, 1 0      | 3/6             |

Légende : v = victoire ; n = match nul ; d = défaite.